# Brug 545
Brug 545 is een kunstwerk in het Amsterdamse Bos. Het Amsterdamse Bos is een deel van de gemeente Amstelveen, terwijl de gemeente Amsterdam het beheer voert.
De brug is in 1939 vermoedelijk ontworpen door Piet Kramer van de Dienst der Publieke Werken. Kramer ontwierp voor het Amsterdamse Bos allerlei typen bruggen , zoals vlonderbruggen, duikers en een aantal ophaalbruggen. Brug 545 valt in de eerste categorie. Het is een zeer eenvoudige brug. Ze werd samen met de bruggen 540, 541, 542, 543 en 544 aanbesteed, waarvan wel bekend is dat Kramer de ontwerper was. Het zijn zes vaste bruggen, waarvan deze veruit het makkelijkst te bouwen was. Zo moest er voor brug 543 graniet bewerkt worden. Voor brug 545 was alleen hout nodig. Nadat een niet al te diepe houten paalfundering de zompige de bodem is ingewerkt, kon volstaan worden met hamer, boor en zaag. De overspanning (inmiddels op betonnen landhoofden) draagt twee of drie enigszins gewelfde balken, die het loopdek uit planken draagt. De brug heeft maar aan een zijde een leuning die wordt gedragen door balusters. De leuning lijkt daarbij gedragen te worden door de balusters. De leuning is bij de eerste en laatste baluster via een verstek bevestigd. Deze twee balusters zijn hoger dan de andere en voorzien van een kapje. Eenvoudigheid bedriegt hier want de balusters lopen alle taps naar de bovenkant en ook de ondereinden van de middelste balusters lopen schuin weg. De brug wordt begeleid door vier houten borstwerinkjes. Eén borstwering bestaat uit twee balusters met puntdakjes, die in een verstek de borstwering draagt.
Deze simpelheid zal ervoor gezorgd hebben dat de brug, in tegenstelling tot de andere bruggen in die aanbesteding, niet benoemd is tot gemeentelijk monument. Vermoedelijk is de brug al een keer vernieuwd. Gezien de hoeveelheid verschillende bruggen die Kramer voor het bos ontwierp mag verwacht worden dat ook deze eenvoudige brug de enige met dit uiterlijk is. De brug gaat geheel op in haar omgeving; het bos. Het is vermoedelijk de kortste brug in het bos; de langste is brug 1545, 170 meter langer.

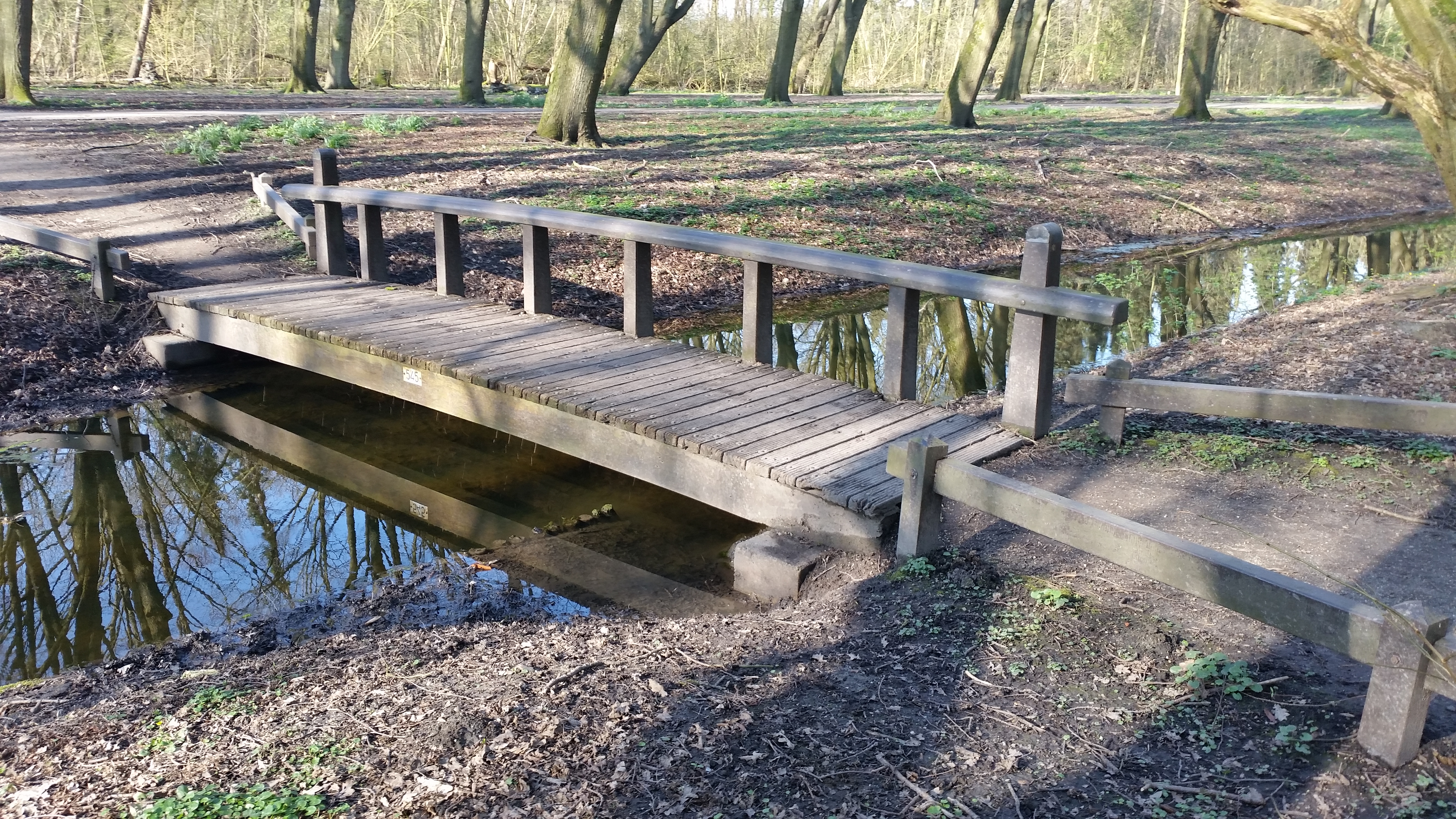
Brug 545 van de zijkant (maart 2019)

<<< · 500 · 501 ·  503 · 504 · 505 · 506 · 507 · 508 · 509 · 510 · 511 · 512 · 513 · 514 · 515 · 516 · 517 · 518 · 519 · 520 · 521 · 522 · 523 · 525 · 526 · 527 · 528 · 530 · 531 · 532 · 533 · 534 · 535 · 536 · 537 · 538 · 539 · 540 · 541 · 542 · 543 · 544 · 545 · 546 · 547 · 548 · 549 · 550 · 551 · 552 · 553 · 554 · 555 · 556 · 557 · 558 · 559 · 560 · 561 · 562 · 563 · 564 · 565 · 566 · 567 · 569 · 571 · 572 · 573 · 575 · 577 · 578 · 580 · 581 · 582 · 583 · 584 · 586 · 587 · 589 · 590 · 591 · 592 · 593 · 594 · >>>
Brugnummers 502, 524, 529, 568, 570, 574, 576, 579, 585, 588, 595, 596, 597, 598, 599 zijn niet (meer) vergeven.